# Аэролодка

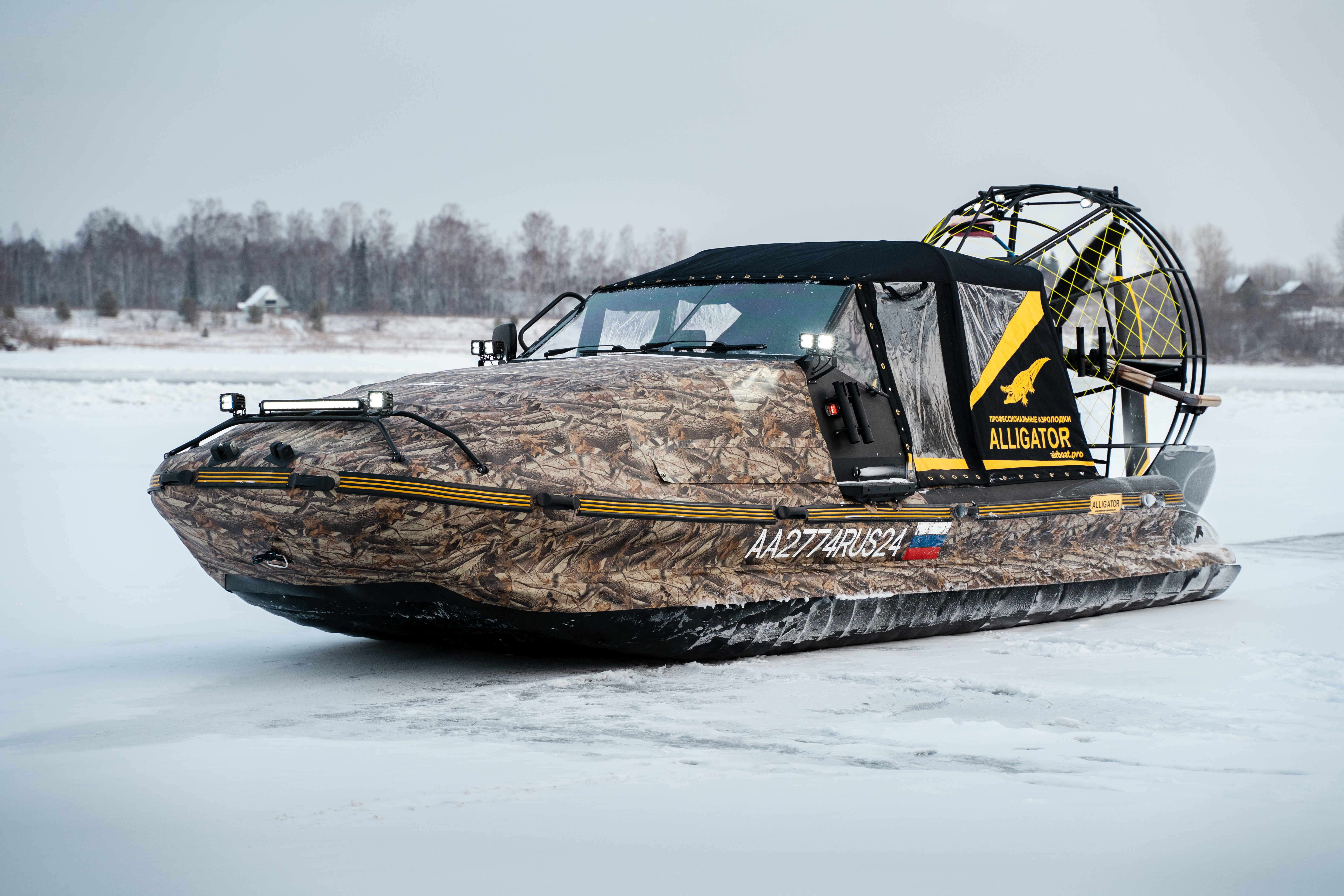

Аэролодка (иначе аэроглиссер) — плоскодонное водное судно с твердым или надувным корпусом, приводимое в движение винтом самолетного типа, который приводит в движение авиационный или автомобильный двигатель.
За счет свой уникальной конструкции (отсутствие погружных элементов в воду) аэролодки являются универсальным транспортом, который может передвигаться как по обычным рекам, озерам, прибрежной морской зоне, так и по мелководью, заболоченным областям, горным протокам, льду, снегу, отмелям, каменистым рекам. Аэролодки с поддувом днища могут передвигаться по суше.
Также аэроглиссеры способны преодолевать пороги, торосы, ледоход на реках и озерах.

### Конструкция
Характерная плоскодонная конструкция аэролодки в сочетании с отсутствием рабочих частей ниже ватерлинии позволяет легко перемещаться по неглубоким болотам и водоемам, каналам, рекам и озерам, а также по льду, снегу, отмелям, суши (в зависимости от конструкции). Такая конструкция также делает его идеальным для спасательных операций при наводнениях и на льду.
За движение аэролодки вперед отвечает винт, который создает позади нее струю воздуха, толкая лодку вперед. Управление осуществляется отклонением столба воздуха влево или вправо с помощью штурвала. В зависимости от конструкции лодки, штурвал представляет собой или классический руль, или рычаг. Скорость аэролодки регулируется специальным рычагом-акселератором, который отвечает за повышение/снижение оборотов винта.
Как правило, аэролодка не имеет тормоза и не может двигаться задним ходом.
Основные элементы конструкции аэролодки:
- корпус из ПВХ (плот лодки — надувные баллоны), пластика или алюминия
- силовая установка с воздушным винтом
- защита дна (только для ПВХ-лодок)
- кабина (в зависимости от конструкции лодки)

## История появления аэролодок
Первая аэролодка появилась в 1905 году в Канаде. Первые документально зафиксированные массовые случаи использования аэролодок относятся к 1915 году. Подобные суда использовались британской армией в Месопотамской кампании Первой мировой войны. В гражданских целях массовое применение аэролодки нашли после 1930 года.

### Предшественники аэролодок
Первой аэролодкой был «Гадкий утенок» — судно для испытания воздушных винтов, которое построили в Канаде в 1905 году. Это была аэролодка катамаранного типа. В 1907 аналогичное судно для испытания воздушных винтов построил бразильский пионер авиации Альберто Сантос-Дюмон.
Братья Телье, пионеры французской авиации, в 1907 году построили скоростной катер La Rapière II, который приводился в движение в движение частично надводным воздушным винтом.

### Первые аэролодки

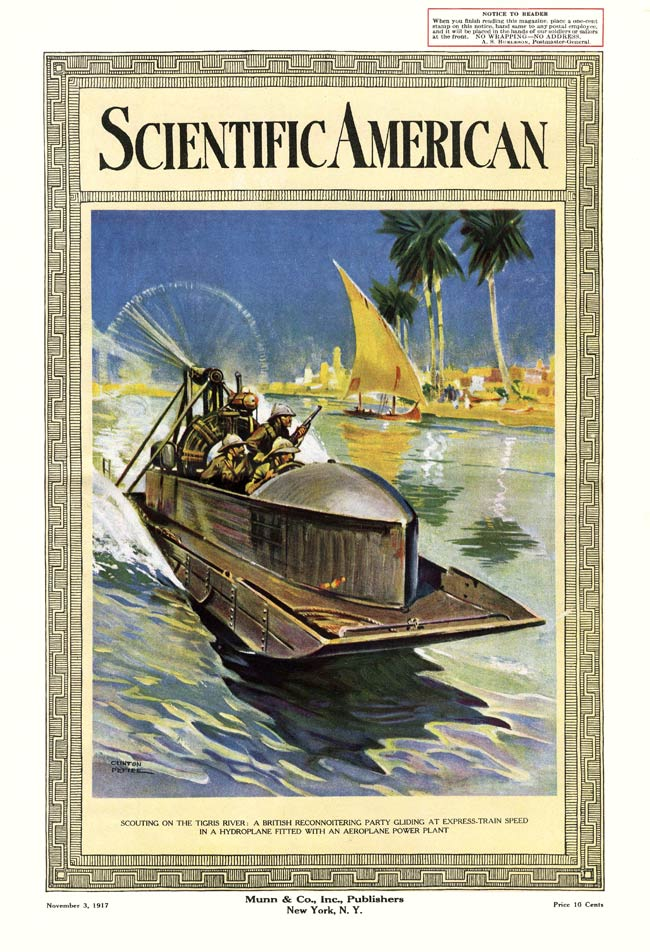

Первые упоминания о применении аэролодок относятся к 1915 году. Британская армия использовала такие суда в Месопотамской кампании Первой мировой войны.
Эти аэролодки представляли собой небольшие плоскодонные гидросамолеты с деревянными корпусами, обшитыми металлом, приводимые в движение большим авиационным винтом. В основном они использовались для разведки на реке Тигр.
После войны подобные суда использовались в качестве паромов на мелководье в верховьях реки Янцзы, на реке Хуанпу и в других местах. Как и их военные аналоги, эти аэролодки были разработаны во Франции, но собирались в Шанхае. Также аэролодки широко использовались в США — на реке Миссури и заболоченных областях Флориды.
Компания Farman Aircraft в 1920-х годах начала производство гражданских аэролодок. Она выпускала такие суда для использования в качестве водного такси, легких грузовых лодок или патрульных катеров для французских колониальных правительств.
Но те аэролодки значительно отличались от своих современных. Они были в несколько больше, имели более высокий борт и у них отсутствовала защита вокруг винта. Они также отличались системой управления — в первых серийных аэролодках за управление лодкой отвечал руль под водой.

### Развитие аэролодок в США
1930-х годах аэролодки стали набирать популярность в США, когда несколько инженеров из Флориды независимо друг от друга создали свои аэролодки.
Также в США зафиксирована первая гибель на аэролодке. Уиллард Йейтс, который ранее построил собственный аэроглиссер, погиб в результате несчастного случая.
Первая аэролодка классической для США конструкции появилась в штате Юта в 1943 году. Сесил С. Уильямс и Г. Хортин Дженсен установили авиационный двигатель на классическую для тех мест плоскодонную алюминиевую лодку. Также на их лодке впервые реализована современная схема управления — отклонение воздушного потока, создаваемого винтом.
В результате аэролодка избавилась от подводного руля. Это существенно расширило её возможности и стало основой конструкции всех последующих моделей.

## Особенности конструкции современных аэролодок в разных странах

### Аэролодки из США

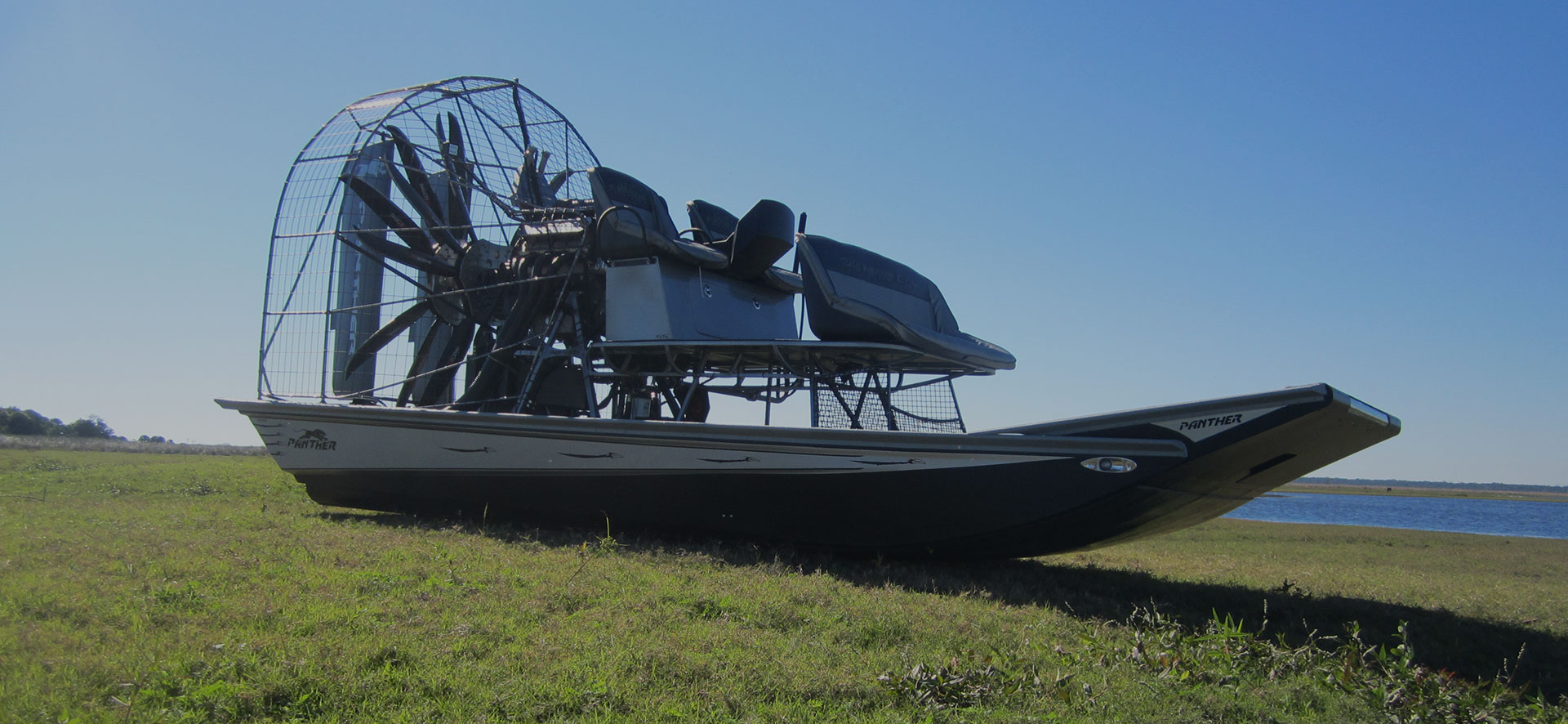

Типичная аэролодка, созданная в США — это алюминиевый или пластиковый плоскодонный твердый корпус. Отсутствие кабины для капитана и пассажиров. Расположение пассажиров в носовой части лодки, а капитана возле двигателя на корме.
Капитанское место размещено на возвышении, чтобы сидящие впереди пассажиры или груз не закрывали обзор.
Управление аэролодкой осуществляется за счет отклонения влево или вправо рычага, который регулирует положение рулевых килей, размещенный за винтом силовой установки.
Скорость аэролодки регулируется педалью-акселератором. Она находится под ногой капитана.
Кабина у американцев, как правило, отсутствует. Да и место капитана не совсем там, где у наших аэролодок — оно смещено ближе к двигателю.

### Аэролодки из России
Классическая российская аэролодка имеет корпус из надувных ПВХ-баллонов. Снизу баллоны защищены специальной «броней» — так называемой чешуей. Это крупные пластины из плотного материала, как правило РЕ500 и РЕ1000. При движении именно эти пластины контактируют с поверхностью, например, торчащими из болота ветками, камнями на горной реке или со льдом. Тем самым чешуя защищает основные ПВХ-баллоны от повреждения.

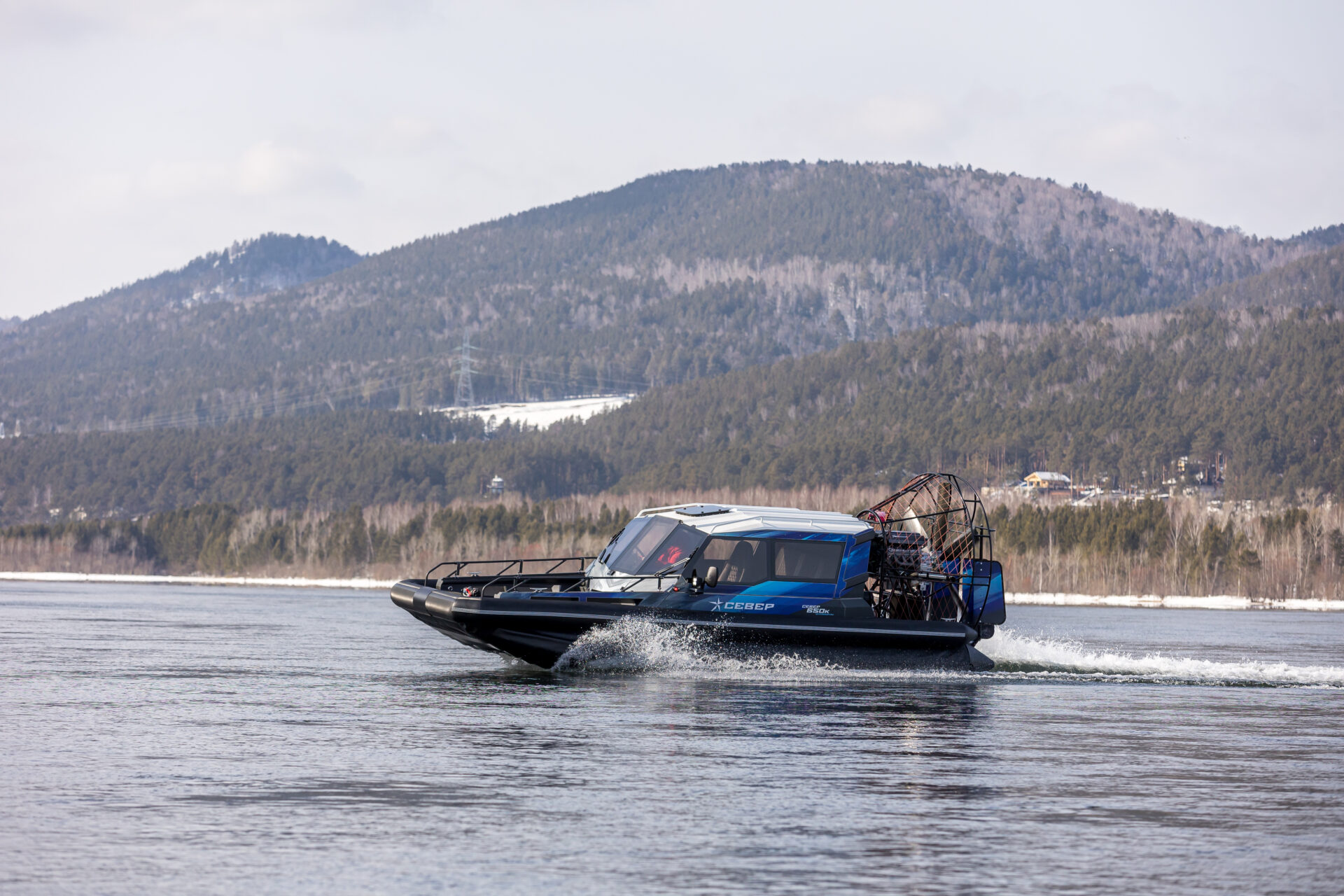

Чешуя является расходным материалом, который подлежит замене по мере износа.
В большинстве случаев, аэролодки, созданные в России в заводских условиях, оснащены кабиной. Она может быть твердой, как правило, алюминиевой, или с быстро съёмным тентом.
Капитан находится внутри кабины. Его основные органы управления — это классический штурвал и рычаг регулировки оборотов винта. Первый отвечает за управление (повороты и маневры), второй регулирует скорость движения.